# Jamil Mahuad
Pour le prénom arabe, voir Jamil.
Jamil Mahuad Witt, né le 29 juillet 1949 à Loja, est un avocat et homme d'État équatorien d'origine libanaise. Il est président de l'Équateur de 1998 à 2000.

## Carrière politique
Ministre du Travail sous la présidence d'Osvaldo Hurtado entre 1981 et 1984, Jamil Mahuad est candidat de l'Union démocrate-chrétienne pour l'élection présidentielle de 1988, mais il termine à la cinquième place. Élu député en 1990, il accède deux ans plus tard au poste de maire de Quito, ville qu'il dirige durant six ans.

### Élection présidentielle de 1998
Le 12 juillet 1998, il est élu président de la République avec 51,2 % des voix au second tour face au milliardaire Álvaro Noboa.
Il aurait bénéficié de fraudes électorales sans lesquelles il n'aurait pas été élu.
Mahuad prend ses fonctions le 10 août suivant. Il sera mis en cause pour avoir reçu de l’argent du narcotrafic pendant sa campagne électorale. Le 27 octobre 1999, Ramon Yu-Lee, le trésorier de la dite campagne et secrétaire de la présidence de la République, est placé en détention préventive pour corruption.

### Politique intérieure
Il doit rapidement faire face à une crise financière et économique de grande ampleur, provoquée par la libéralisation des échanges financiers du début de la décennie, qui l'amène à annoncer la mise en place de mesures de rigueur dictées par le Fonds monétaire international. En mars 1999, il fait congeler pendant un an les comptes bancaires des Équatoriens ayant des épargnes supérieures à 500 dollars et, en décembre, annonce la dollarisation de l'économie équatorienne. Le taux de change est fixé à 25 000 sucres pour un dollar, permettant à ceux qui possédaient de la monnaie américaine de réaliser de confortables profits (le taux était de 5 200 sucres lors de l'arrivée de Mahuad au pouvoir). Des privatisations sont annoncées et une loi visant à flexibiliser les contrats de travail pour faciliter « l'embauche à l'heure » est adoptée. Durant cette période, le PIB chute de 7 %, le taux d'inflation atteint 60 %, le chômage 18 % et la pauvreté urbaine 62 %. Ces mesures austéritaires provoquent l’émigration de plus d’un million d’Équatoriens, soit 7 % de la population (et 14 % de la population économiquement active).
C'est au cours de sa présidence qu'intervient l'« escroquerie du siècle » : aidés en cela par la libéralisation financière, quelques banquiers volent l'argent de près d'un million de clients et le placent à l'étranger. Lorsque, au premier semestre 1999, leurs établissements font faillite, engloutissant les économies des épargnants, l’État injecte un milliard de dollars dans Filanbanco, des frères Isaias (deux des hommes d'affaires les plus puissants du pays, qui s'enfuiront ensuite à Miami) et 1,5 milliard dans les autres — en tout, 27 % du PIB. Une première grève générale, organisée par les syndicats qui estiment que le gouvernement favorise les plus riches au détriment des salariés, laisse trois morts.
Le 21 janvier 2000, après une semaine de manifestations des indigènes équatoriens et une révolte militaire menée par Lucio Gutiérrez, il est destitué pour « abandon de poste » (il a « quitté le territoire national » pendant quelques heures en se réfugiant à l’ambassade du Chili). Son vice-président Gustavo Noboa lui succède à la présidence.

### Politique extérieure
Le début de sa présidence est marqué par la signature le 26 octobre 1998 de la déclaration de paix d'Itamaraty avec le Pérou qui met fin au conflit frontalier entre les deux pays.
Il soutient les intérêts nord-américains en Amérique du Sud, acceptant notamment d'ouvrir les frontières du pays à leurs forces armées. Il signe une convention permettant aux États-Unis d'installer, pour dix années renouvelables, une base militaire sur l'installation aérienne de Manta.  Le président du Congrès, Juan José Ponce, s'y oppose : « L’Équateur ne peut pas devenir un nouveau Cambodge ou un nouveau Laos, alors qu'en Colombie ont lieu des affrontements similaires à ceux du Vietnam. » Pour contourner le Congrès, les soldats du Southern Command et les mercenaires de la société Dyncorp reçoivent le statut de membres de la mission diplomatique américaine, ce qui leur donne une immunité face aux tribunaux équatoriens. L'accord leur permet également d'utiliser des véhicules sans plaques d'immatriculation et les exempte de taxes et d’impôts. L’Équateur perd sa neutralité et devient un acteur du conflit armé colombien.